# 21455 Mcfarland
21455 Mcfarland (1998 HH41) là một tiểu hành tinh vành đai chính được phát hiện ngày 20 tháng 4 năm 1998 bởi nhóm nghiên cứu tiểu hành tinh gần Trái Đất phòng thí nghiệm Lincoln ở Socorro.